# Festival de Cannes 2004
La 57e édition du Festival de Cannes a lieu du 12 au 23 mai 2004 avec Quentin Tarantino pour président. La maîtresse de cérémonie est l'actrice italienne Laura Morante.
Le palmarès de la compétition est annoncé le 22 mai, le lendemain étant la reprise de la sélection.

## Jurys

### Compétition
- Quentin Tarantino, réalisateur, scénariste, producteur, acteur, directeur de la photographie, monteur, photographe et dramaturge  États-Unis, président du jury
- Emmanuelle Béart, actrice  France
- Edwidge Danticat, écrivain  Haïti
- Benoît Poelvoorde, acteur  Belgique
- Jerry Schatzberg, réalisateur  États-Unis
- Tilda Swinton, actrice  Royaume-Uni
- Tsui Hark, réalisateur  Hong Kong
- Kathleen Turner, actrice  États-Unis
- Peter von Bagh, critique  Finlande

### Caméra d'or
- Tim Roth, acteur et réalisateur (Royaume-Uni), président du jury
- Alberto Barbera, directeur de musée (Italie)
- Nguyen Trong Binh, distributeur (France)
- Alain Choquart, directeur photo (France)
- Isabelle Frilley, représentante des industries techniques (France)
- Diego Galan, critique (Espagne)
- Laure Protat, cinéphile (France)
- Aldo Tassone, critique (Italie)
- Anne Théron, réalisatrice (France)

### Un certain regard
- Jeremy Thomas, producteur (Royaume-Uni), président du jury
- Michel Demopoulos, critique (Grèce)
- Carlos Gomez, critique (Espagne)
- Eric Libiot, critique (France)
- Baba Richerme, journaliste (Italie)
- Eva Zaoralová, directrice artistique du Festival international du film de Karlovy Vary (Tchéquie)

### Cinéfondation et courts métrages
- Nikita Mikhalkov, réalisateur (Russie), président du jury
- Nuri Bilge Ceylan, réalisateur (Turquie),
- Nicole Garcia, actrice et réalisatrice (France)
- Marisa Paredes, actrice (Espagne),
- Pablo Trapero, réalisateur (Argentine)

## Sélections

### Sélection officielle

#### Compétition
La sélection officielle en compétition se compose de 19 films :
| Titre                            | Réalisation                                   | Pays         | Distribution                                                              |
| -------------------------------- | --------------------------------------------- | ------------ | ------------------------------------------------------------------------- |
| Shrek 2                          | Andrew Adamson, Kelly Asbury et Conrad Vernon | États-Unis   | Mike Myers, Eddie Murphy, Cameron Diaz, Antonio Banderas                  |
| Clean                            | Olivier Assayas                               | France       | Maggie Cheung, Nick Nolte, Béatrice Dalle, Jeanne Balibar                 |
| Ladykillers                      | Joel et Ethan Coen                            | États-Unis   | Tom Hanks, Irma P. Hall, Marlon Wayans, J.K. Simmons, Tzi Ma, Ryan Hurst  |
| Exils                            | Tony Gatlif                                   | France       | Romain Duris, Lubna Azabal                                                |
| La femme est l'avenir de l'homme | Hong Sang-soo                                 | Corée du Sud | Kim Taewoo, Sung Hyunah, Yu Ji-tae                                        |
| Moi, Peter Sellers               | Stephen Hopkins                               | États-Unis   | Geoffrey Rush, Charlize Theron, Emily Watson, John Lithgow, Stanley Tucci |
| Comme une image                  | Agnès Jaoui                                   | France       | Marilou Berry, Jean-Pierre Bacri, Agnès Jaoui                             |
| Nobody Knows                     | Hirokazu Kore-eda                             | Japon        | Yūya Yagira, Ayu Kitaura, Hiei Kimaura                                    |
| La vie est un miracle            | Emir Kusturica                                | Serbie       | Slavko Štimac, Vesna Trivalic, Natasa Solak                               |
| La Sainte Fille                  | Lucrecia Martel                               | Argentine    | Mercedes Morán, Carlos Belloso, María Alché                               |
| Fahrenheit 9/11                  | Michael Moore                                 | États-Unis   | (film documentaire)                                                       |
| Mondovino                        | Jonathan Nossiter                             | États-Unis   | (film documentaire)                                                       |
| Ghost in the Shell 2: Innocence  | Mamoru Oshii                                  | Japon        | Atsuko Tanaka, Akio Ōtsuka                                                |
| Old Boy                          | Park Chan-wook                                | Corée du Sud | Choi Min-sik, Yu Ji-tae, Kang Hye-jeong                                   |
| Carnets de voyage                | Walter Salles                                 | Argentine    | Gael García Bernal, Rodrigo de la Serna                                   |
| Les Conséquences de l'amour      | Paolo Sorrentino                              | Italie       | Toni Servillo, Olivia Magnani, Adriano Giannini                           |
| Tropical Malady                  | Apichatpong Weerasethakul                     | Thaïlande    | Banlop Lomnoi, Sakda Kaewbuadee                                           |
| The Edukators                    | Hans Weingartner                              | Allemagne    | Daniel Brühl, Julia Jentsch, Stipe Erceg                                  |
| 2046                             | Wong Kar-wai                                  | Chine        | Tony Leung Chiu-wai, Zhang Ziyi, Gong Li, Maggie Cheung                   |

#### Un certain regard
La section Un certain regard comprend 21 films :
- Bienvenue en Suisse, de Léa Fazer (Suisse - 1er film) en ouverture
- Alexandrie-New York, de Youssef Chahine (Égypte) en clôture
- Poids léger, de Jean-Pierre Améris (France)
- À ce soir, de Laure Duthilleul (France)
- À tout de suite, de Benoît Jacquot (France)
- Dear Frankie, de Shona Auerbach (Royaume-Uni - 1er film)
- Nuit noire, de João Canijo (Portugal)
- À corps perdus, de Sergio Castellitto (Italie)
- Passages, de Yang Chao (Chine - 1er film)
- Investigations, de Sebastián Cordero (Équateur)
- Hôtel, de Jessica Hausner (Autriche)
- 10 on Ten, d'Abbas Kiarostami (Iran)
- The Assassination of Richard Nixon, de Niels Mueller (États-Unis - 1er film)
- Kontroll, de Nimród Antal (Hongrie - 1er film)
- Shizo, de Goulchad Omarova (Kazakhstan - 1er film)
- Terre et Cendres, d'Atiq Rahimi (Afghanistan - 1er film)
- Whisky, de Juan-Pablo Rebella et Pablo Stoll (Uruguay)
- Moolaadé, d'Ousmane Sembène (Sénégal)
- Marseille, d'Angela Schanelec (Allemagne)
- Le Saut périlleux, de Cate Shortland (Australie - 1er film)
- Sword in the Moon, de Kim Ui-seok (Corée du Sud)

#### Hors compétition
- La Mauvaise Éducation, de Pedro Almodóvar (Espagne) - Séance d'ouverture
- De-Lovely, d'Irwin Winkler (États-Unis) - Séance de clôture
- Troie, de Wolfgang Petersen (États-Unis)
- Kill Bill : Volume 2, de Quentin Tarantino (États-Unis)
- Le Secret des poignards volants (Shi mian mai fu), de Zhang Yimou (Chine)
- L'Armée des morts (Dawn of the Dead), de Zack Snyder (États-Unis)
- Notre musique, de Jean-Luc Godard (France)
- Bad Santa, de Terry Zwigoff (États-Unis)
- Salvador Allende, de Patricio Guzmán (Chili)
- Five, d'Abbas Kiarostami (Iran)
- La Porte du soleil, de Yousry Nasrallah (Égypte)
- Ya umer v detsvte (I died in childhood), de Gueorgui Paradjanov (Géorgie)
- Cinéastes à tout prix, de Frédéric Sojcher (Belgique)
- Glauber o filme, labirinto do Brasil, de Silvio Tendler (Brésil)
- 10e chambre, instants d'audience, de Raymond Depardon (France)

#### Cannes Classics
La section Cannes Classics est créée lors de cette édition, dans le but de projeter aux Festivaliers des films du patrimoine restaurés et des documentaires. La première édition rend également hommage au Cinema Novo et à Buster Keaton.
Longs-métrages
- Au-delà de la gloire de Samuel Fuller, 1980. Il s'agit d'une version inédite du film.
- Prima della rivoluzione de Bernardo Bertolucci, 1964.
- Blow-Up de Michelangelo Antonioni. Précédé du court-métrage Le Regard de Michel-Ange.
- La Rage du tigre de Chang Cheh, 1971
- Mother India de Mehboob Khan, 1957
- Pickpocket (1959, Robert Bresson)
- La Parole (Ordet) de Carl Theodor Dreyer, 1955.
- Le Voyage d'Amélie de Daniel Duval, 1974.
- La Bataille d'Alger de Gillo Pontecorvo, 1965
- La Solitude du coureur de fond de Tony Richardson, 1962
- Hair de Miloš Forman, 1979
- Deadlier than the Male de Ralph Thomas, 1966
- La Cicatrice intérieure de Philippe Garrel, 1967
- Macunaïma de Joaquim Pedro de Andrade, 1959
- Vidas Secas de Nelson Pereira dos Santos, 1963
- Le Dieu noir et le Diable blond de Glauber Rocha, 1964.
- Terra em transe de Glauber Rocha, 1967
- La Parole donnée d'Anselmo Duarte, 1962
- Bye Bye Brasil de Carlos Diegues, 1979
- Dona Flor et ses deux maris (Dona Flor e seus dois maridos) de Bruno Baretto, 1976
- Cadet d'eau douce (Steamboat Bill Jr.) de Charles Reisner, (1928
- Sportif par amour de James W. Horne, 1927
- Le Mécano de la « General » de Buster Keaton et Clyde Bruckman, 1926. Projeté dans un ciné-concert animé par Joe Hisaishi.

Documentaires
- Cinéastes à tout prix de Frédéric Sojcher
- Z Channel: A Magnificent Obsession de Xan Cassavetes. Sur Z Channel (en)
- Je suis mort dans l'enfance… de Gueorgui Paradjanov. Sur Sergueï Paradjanov
- Le Fantôme d'Henri Langlois de Jacques Richard
- Glauber o filme, labirinto do Brasil de Silvio Tendler. Sur Glauber Rocha

### Quinzaine des réalisateurs

#### Longs métrages
- À vot' bon cœur de  Paul Vecchiali
- Ano Tonneru de Kunitoshi Manda
- Babae sa Breakwater de Mario O'Hara
- Dans les champs de bataille (Maarek Hob) de Danielle Arbid
- En attendant le déluge de Damien Odoul
- Gavkhouni de Behrouz Afkhami
- Je suis un assassin de Thomas Vincent
- Khab é Talkh de Mohsen Amiryoussefi
- La Blessure de Nicolas Klotz
- Los muertos de Lisandro Alonso
- L'Odore del sangue de Mario Martone
- Machuca de Andres Wood
- Mean Creek de Jacob Aaron Estes
- Mur de Simone Bitton
- Oh, Uomo de Yervant Gianikian et Angela Ricci Lucchi
- Tarnation de Jonathan Caouette
- Le Livre de Jérémie (The Heart is Deceitful Above All Things) d'Asia Argento
- The Taste of Tea de Ishii Katsuhito
- The Woodsman de Nicole Kassell
- Vénus et Fleur d'Emmanuel Mouret

#### Courts métrages
- A Feather Stare At The Dark de Naoyuki Tsuji
- Capitaine Achab de Philippe Ramos
- Charlotte d'Ulrike Von Ribbeck
- Fill In The Blanks de Kim Youn-Sung
- Frontier de Jun Miyazaki
- La Petite Chambre d'Élodie Monlibert
- La Peur, petit chasseur de Laurent Achard
- Le Dieu Saturne de Jean-Charles Fitoussi
- Le Droit Chemin de Mathias Gokalp
- Odya d'Edgar Bartenev
- Tristesse beau visage de Jean Paul Civeyrac
- Vostok 1' de Jan Andersen

### Semaine de la critique

#### Compétition

##### Longs métrages
- À Casablanca, les anges ne volent pas (Al malaika la tuhaliq fi al-dar albayda) de Mohamed Asli (Maroc/Italie)
- Soif (Atash) Tawfik Abu Wael (Israël/Palestine)
- Brodeuses d'Éléonore Faucher (France)
- Calvaire de Fabrice du Welz (Belgique/France/Luxembourg)
- CQ2 (Seek You Too) de Carole Laure (Canada/France)
- Or (Mon trésor) de Keren Yedaya (France/Israël)
- Mexican Kids (Temporada de Patos) de Fernando Eimbcke (Mexique)

##### Courts métrages
- Alice et moi de Micha Wald (Belgique)
- Breaking Out de Marianela Maldonado (Royaume-Uni)
- Con Diva (With Diva) de Sebastian Mantilla (Espagne)
- L’Homme sans ombre de Georges Schwizgebel (Canada/Suisse)
- Les Eléphants n’oublient jamais (Los Elefantes nunca olvidan) de Lorenzo Vigas Castès (Venezuela/Mexique)
- Ryan de Chris Landreth (Canada)
- Signes de vie d'Arnaud Demuynck (France/Belgique)

#### Séances spéciales

##### Longs métrages
- L’Après-midi de Monsieur Andesmas de Michelle Porte (France) (film d'ouverture)
- Le Prix du désir (Sotto falso nome) de Roberto Andò (Italie/France/Suisse) (film de clôture)
- Adieu Philippine de Jacques Rozier (France)
- Ce qu’il reste de nous de François Prévost & Hugo Latulippe (Canada)

##### Courts métrages
- L’Express de Moscou (Stolitchny Skory) d'Artyom Antonov (Russie)
- Les Parallèles de Nicolas Saada (France)
- Girls and Cars de Thomas Woschitz (Autriche)

##### Prix de la critique du court métrage
- De l’autre côté de Nassim Amaouche (France)
- Anna (3 kilos 2) de Laurette Polmanss (France)

## Palmarès

### Compétition
| Prix                            | Attribué à                                            | Pays         |
| ------------------------------- | ----------------------------------------------------- | ------------ |
| Palme d'or                      | Fahrenheit 9/11 de Michael Moore                      | États-Unis   |
| Grand prix                      | Old Boy de Park Chan-wook                             | Corée du Sud |
| Prix d'interprétation masculine | Yūya Yagira dans Nobody Knows                         | Japon        |
| Prix d'interprétation féminine  | Maggie Cheung dans Clean                              | Hong Kong    |
| Prix de la mise en scène        | Tony Gatlif pour Exils                                | France       |
| Prix du scénario                | Jean-Pierre Bacri et Agnès Jaoui pour Comme une image | France       |
| Prix du jury (ex æquo)          | Irma P. Hall dans Ladykillers de Joel et Ethan Coen   | États-Unis   |
| Prix du jury (ex æquo)          | Tropical Malady d'Apichatpong Weerasethakul           | Thaïlande    |

- Caméra d'or : Mon trésor de Keren Yedaya
- Mention spéciale Caméra d'or (ex æquo) : Passages de Yang Chao et Bitter Dream de Mohsen Amiryoussefi
- Prix Un certain regard : Moolaadé d'Ousmane Sembène
- Prix du regard original - Un certain regard : Whisky de Juan Pablo Rebella et Pablo Stoll
- Prix du regard vers l'avenir - Un certain regard : Terre et Cendres (Khâkestar-O-Khâk) d'Atiq Rahimi
- Palme d'or du court métrage : Trafic de Catalin Mitulescu
- Prix du jury du court métrage : Flatlife de Jonas Geirnaert

### Prix FIPRESCI
Le prix FIPRESCI du Festival de Cannes est remis à 3 films.
| Attribué à                          | Réalisateur                       | Pays             | Section                |
| ----------------------------------- | --------------------------------- | ---------------- | ---------------------- |
| Fahrenheit 9/11                     | Michael Moore                     | États-Unis       | Compétition            |
| Whisky                              | Juan Pablo Rebella et Pablo Stoll | Uruguay          | Un Certain Regard      |
| Soif (عطش, Atash / צימאון, Tzimaon) | Tawfik Abu Wael                   | Israël Palestine | Semaine de la Critique |